# Natalja Narysjkina
Natalja Kirillovna Narysjkina (ryska: Наталья Кирилловна Нарышкина), född 1 september 1651, död 4 februari 1694, var rysk kejsarinna (tsaritsa) mellan 1671 och 1676, gift med tsar Aleksej Michajlovitj, och mor till Peter den store och Natalja Aleksejevna. Hon var Rysslands regent som förmyndare för sin son Peter 7-15 maj 1682, och 1689-1694. 

## Biografi
Natalja Narysjkina var dotter till bojaren Kirill Poluektovich Naryshkin (1623-1691) och Anna Lvovna Leontieva. Hennes föräldrar tillhörde lågadeln. Hon uppfostrades av sin avlägsne släkting, adelsmannen Artamon Matvejev, i hans hus i Moskva. 
Hennes uppväxt och bildning är inte känd i detalj, men det är känt att Artamon Matveyev var starkt influerad av Västeuropa och levde på ett ovanligt europeiskt sätt, och att Natalja Narysjkina vande sig vid att leva mer som en västeuropeisk adelskvinna än som en rysk adelskvinna, som vid denna tid ännu levde i terem. 

### Tsaritsa
Tsar Aleksej Michajlovitjs hustru Maria Miloslavskaja avled 2 mars 1669, och en kallelse gick ut för att bjuda in döttrar ur adeln till en brudvisning för att tsaren skulle kunna välja ut en ny brud. Artamon Matveyev var vän med tsaren, som såg Natalja Narysjkina i hans hus och bad om att hon skulle delta i brudvisningen. Tsaren valde henne till brud och giftermålet ägde rum i februari 1671 i Kreml. Paret fick två döttrar och en son, av vilka två överlevde. Valet av henne ledde till opposition från tsarens förra hustrus släkt, familjen Miloslavskij. 
Natalja Narysjkina var van vid ett mer västerländskt levnadssätt hos Artamon Matveyev och upplevde svårigheter att leva i terem i Kreml.
Hon besökte gärna de västerländska teaterföreställningar tsaren lät anordna vid hovet. Hon besökte gärna västerländska ambassader, där hon inte behövde iaktta könssegregering. Hon upplevde det också lättare att leva på de kungliga lantegendomarna där terem inte var lika strängt, och där hon kunde jaga och rida med prinsessorna. 
I februari 1676 avled Aleksej Michajlovitj och efterträddes av sin äldste son från första äktenskapet, Fjodor III. 
Det råder delade meningar om hennes relation till Fjodor. I alla händelser hade Natalja Narysjkina under Fjodors regeringstid en egen inkomst och bodde med sin egen hovstat och barn på sina egendomar i byarna Kolomenskoye och Preobrazhenskoye nära Moskva. Under denna tid gjordes Natalja Narysjkina till den ledande symbolfiguren för Narysjkinpartiet, en av de två stridande fraktionerna vid hovet, som stod i motsats till 
Miloslavskijpartiet.

### Första regeringstiden
Den 7 maj 1682 avled hennes styvson Fjodor III. Efter att streltserupproret 1682 bröt ut i Moskva utnyttjade Natalja Narysjkina och Narysjkinpartiet instabiliteten till att uppsätta hennes son Peter på tronen istället för hans äldre halvbror Ivan. Eftersom Peter var tio år gammal tillsattes Natalja Narysjkina som regent och ledare för förmyndarregeringen. Hon utnämnde sin fosterfar Artamon Matveyev till sin rådgivare. 
Hennes tillträde ledde till att spänningarna mellan Narysjkinpartiet och Miloslavskijpartiet bröt ut i öppen konflikt. Miloslavskijpartiet tog kontrollen över streltserna genom att påstå att Natalja hade mördat Ivan. Den 15 maj 1682 stormades palatset av streltserna, som mördade Nataljas fosterfar och två bröder, medan hennes far Kyril Naryshkin med våld fördes till ett kloster. 
Miloslavskijpartiet utnyttjade situationen genom att uppsätta Ivan V, med hans syster Sofia Aleksejevna  som regent. Natalja Narysjkina avsattes sedan som regent av sin styvdotter Sofia. Natalja Narysjkina lämnade Moskva och bodde på sin egendom i Preobrazhensky under Sofias regeringstid.

### Andra regeringstiden
I augusti 1689 avsattes Sofia i en statskupp ledd av hennes då sjuttonåriga son Peter. Peter erövrade därmed makten över regeringen då hans halvbror Ivan var psykiskt oförmögen att regera. Peter var då som sjuttonåring ännu inte myndig. Vid denna tidpunkt var han heller ännu inte intresserad av att regera. Natalja Narysjkina tillsattes därför en andra gång som regent. 
Furst B.I. Kurakin ger följande beskrivning av Natalya Kirillovna och hennes regeringstid:
"Denna furstinna var av ett gott temperament, dygdig, men var varken flitig eller skicklig i affärer och hade inte heller ett lätt sinne. Av denna anledning överlämnade hon styret av hela staten till sin bror, bojaren Lev Naryshkin , och andra ministrar... Denna drottning Natalja Kirillovnas regeringstid var mycket oärlig, och folket var missnöjda och kränkta. Och vid den tiden började ett orättfärdigt styre från domarna, med stora mutor och statsstölder, som fortsätter ännu värre till denna dag, och det är svårt att utrota denna pest."
Peter respekterade sin mor och valde som regel att ge efter för hennes önskningar så länge hon levde, och avstod från att själv utöva makt. Hon tillsatte 1690 en ny kyrkopatriark mot Peters vilja. 
Natalja Narysjkina avled 4 februari 1694 efter två dagars sjukdom. Först efter hennes död tog hennes son Peter full kontroll över regeringen.